# Manicheismus

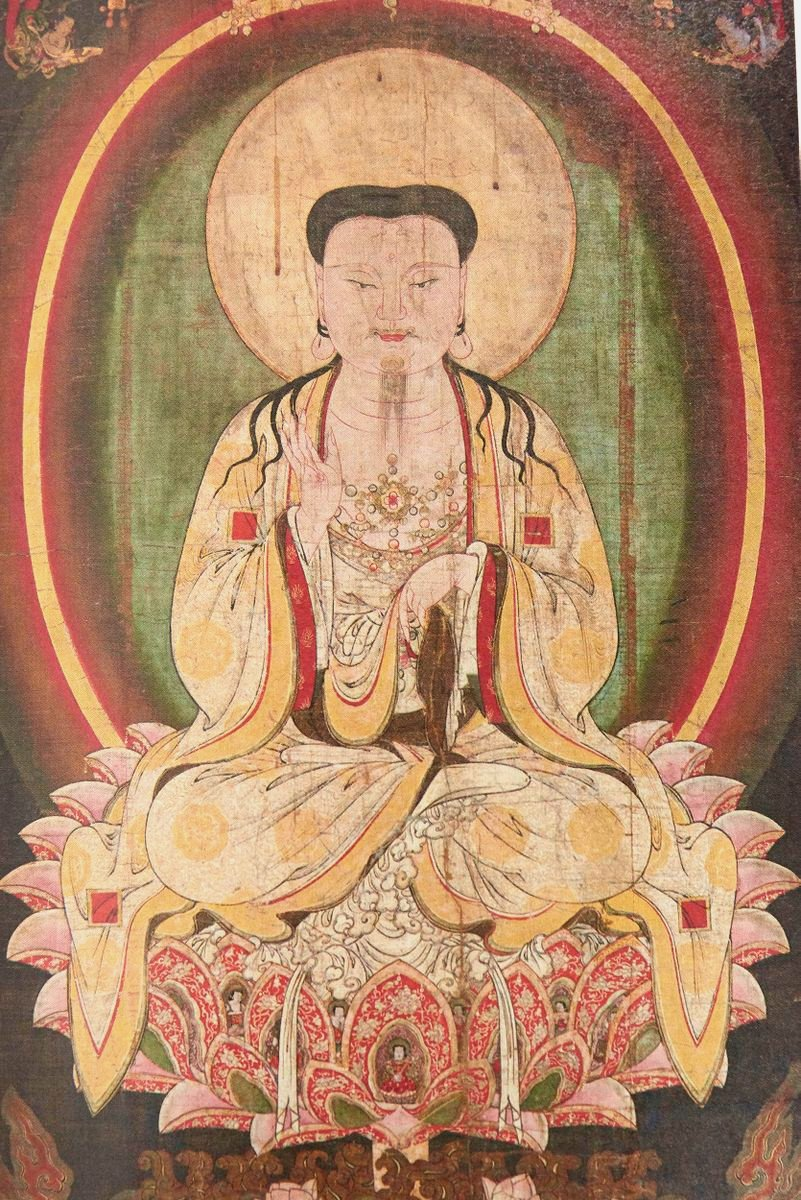
Mání v podobě buddhy na závěsném svitku, Čína 14.–15. století

Manicheismus nebo manichejství, vlastním jménem Náboženství Světla, je dnes již vymizelé světové náboženství, kdysi rozšířené od západní Evropy (kde zaniklo v 7. století), severní Afriky, přes Blízký východ (do 10. století, kdy ustoupilo islámu), střední Asii (14. století) až po Čínu (kde se udrželo až do 17. století a byly nalezeny jeho nejpozdější a nejzachovalejší formy s největším počtem památek).
Jeho náboženské učení bylo založeno v Babylonii v sásánovské Persii prorokem Máním (přibližně roku 216–276) ve 3. století. Bylo ovlivněno gnosticismem a spojovalo v sobě staroperské náboženské představy zoroastrismu s křesťanstvím, 
platonismem, rabínským judaismem, gnosticismem, 
markionismem, buddhismem a různými starověkými mysterijními kulty, přičemž se považovalo za vyvrcholení všech těchto náboženství, a sám Mání se pokládal za „Pečeť proroků“ (tj. Krista, Buddhy, Zarathuštry, Šéta a Nárájany).

## Názvy
V sásánovské Persii byli zarathuštristy nazýváni středoperským termínem zindík či zandik (𐭦𐭭𐭣𐭩𐭪) a chápáni jako odpadlíky od většinového zoroastrismu. Později tento výraz pro manichejce přijali i muslimové v podobě zindíq (arabsky زنديق) jako obecnější označení pro kacíře, odpadlíky či jinověrce, a jejich učení zandaq – „kacířství“, ale později jej rozšířili také na munáfiqún – „pokrytce, falešné muslimy“ a jiné odpůrce muslimských věr, především těch v jediného Boha a soudný den.

## Učení manicheismu

### Svaté knihy

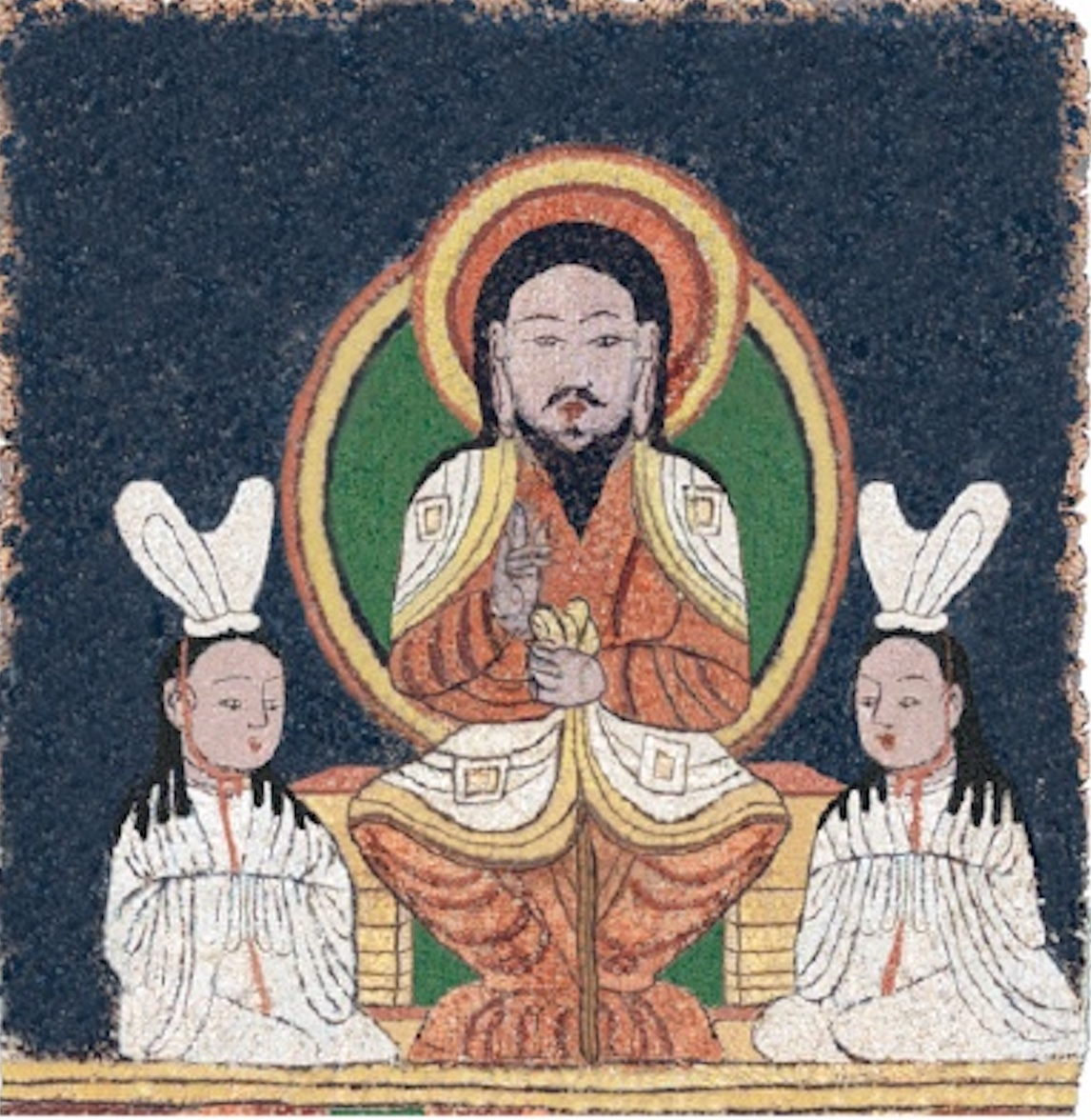
Ježíš Kristus dle manichejců z Kao-čchangu na chrámovém praporu z 10. století

Portrét perského manichejce se symbolem, jeskynní nález

Nákres manichejského chrámu a sedmi nebes, jeskynní nález

Mání na rozdíl od jiných proroků a zakladatelů nových náboženství se nespoléhal pouze na ústní předávání svého učení a vedle cestování zvolil také dráhu spisovatele. Zanechal za sebou sedm děl, jedno v perštině a šest v syrštině, z nichž se mnohé dochovaly pouze ve fragmentech, patří mezi ně Šábuhragán věnovaná sásánovskému králi Šápurovi I., Kniha záhad, Kniha obrů (což je šestá část Knihy Henochovy dochovaná jen ve fragmentech), Kniha oživování neboli Poklad života, Živé Evangelium neboli Velké Evangelium, Kniha žalmů a modliteb, sbírka Epištol, Kefalaia neboli „Kapitoly“, Dopis do Edessy a nakonec Aržang, svatá kniha manicheismu, která je unikátní tím, že obsahuje mnoho kreseb a obrázků znázorňujících stvoření a historii světa. Seznam ještě rozšiřuje celá řada spisů a komentářů dalších manichejců. Celkově by množství literatury informující o manicheismu bylo bohaté, kdyby se díla dochovala kompletní.

### Máního učení

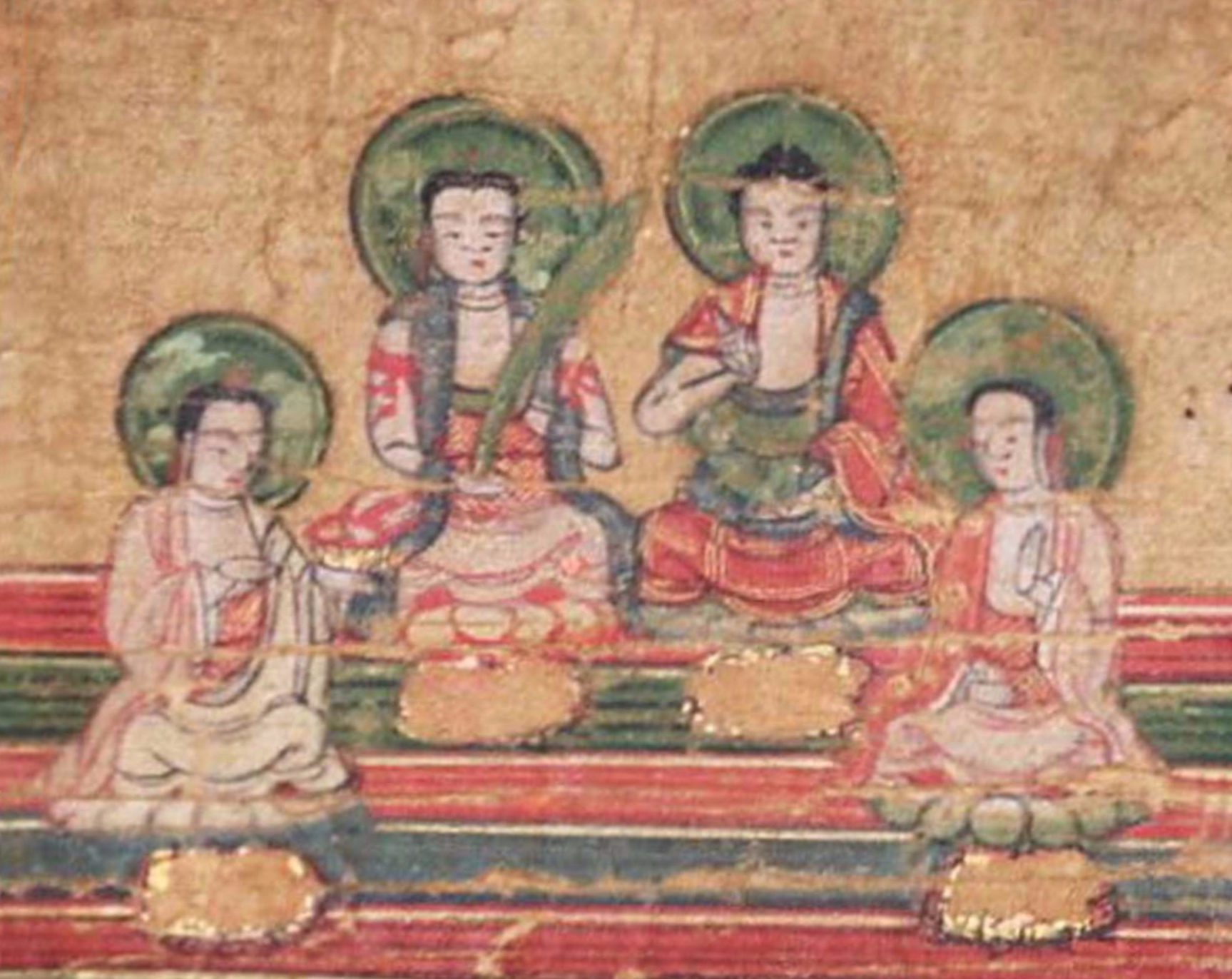
Mání, Buddha, Zarathuštra a Ježíš jako proroci manicheismu

Mání byl přesvědčen, že svět byl v minulosti na různých místech navštíven celou řadou božích poslů, jako byli Gautama Buddha, Zarathuštra a Ježíš, avšak jejich učení nejsou úplná a teprve jeho vlastní zjevení, které mu předal paraklét (tj. Duch svatý), je určené celému světu a završuje je. Své učení nazval „Náboženstvím Světla“. Podle tohoto učení existují dva etické principy, které jsou současně vlastními principy struktury života: dobro (světlo) a zlo (tma). Ty spolu bojují a jejich smísením vznikl svět. Manicheismus učí, že Ježíš Kristus přišel osvobodit části světla ze zajetí tmy a těla (tedy ta, která disponují přimíšenými prvky zla) od jejich hmotné závislosti jen zdánlivě. Oba morální protipóly a jejich konfrontace existují trvale, jsou věčné, kosmické. Tím se odlišuje od většinové křesťanské nauky, protože i ve chvíli, kdy je podle ní boj mezi protipóly dobra a zla pro jednotlivce dokonán smrtí a pro duši začíná dimenzionálně jiný, kvalitativně nový, unipolární život – pouze dobro (nebe) či pouze zlo (peklo), funguje v tomto učení princip bipolarity nadále. Princip dualismu dobra a zla a jejich prolnutí ve světě je ovšem živý trvale.

## Historie

### Vzestup a pronásledování

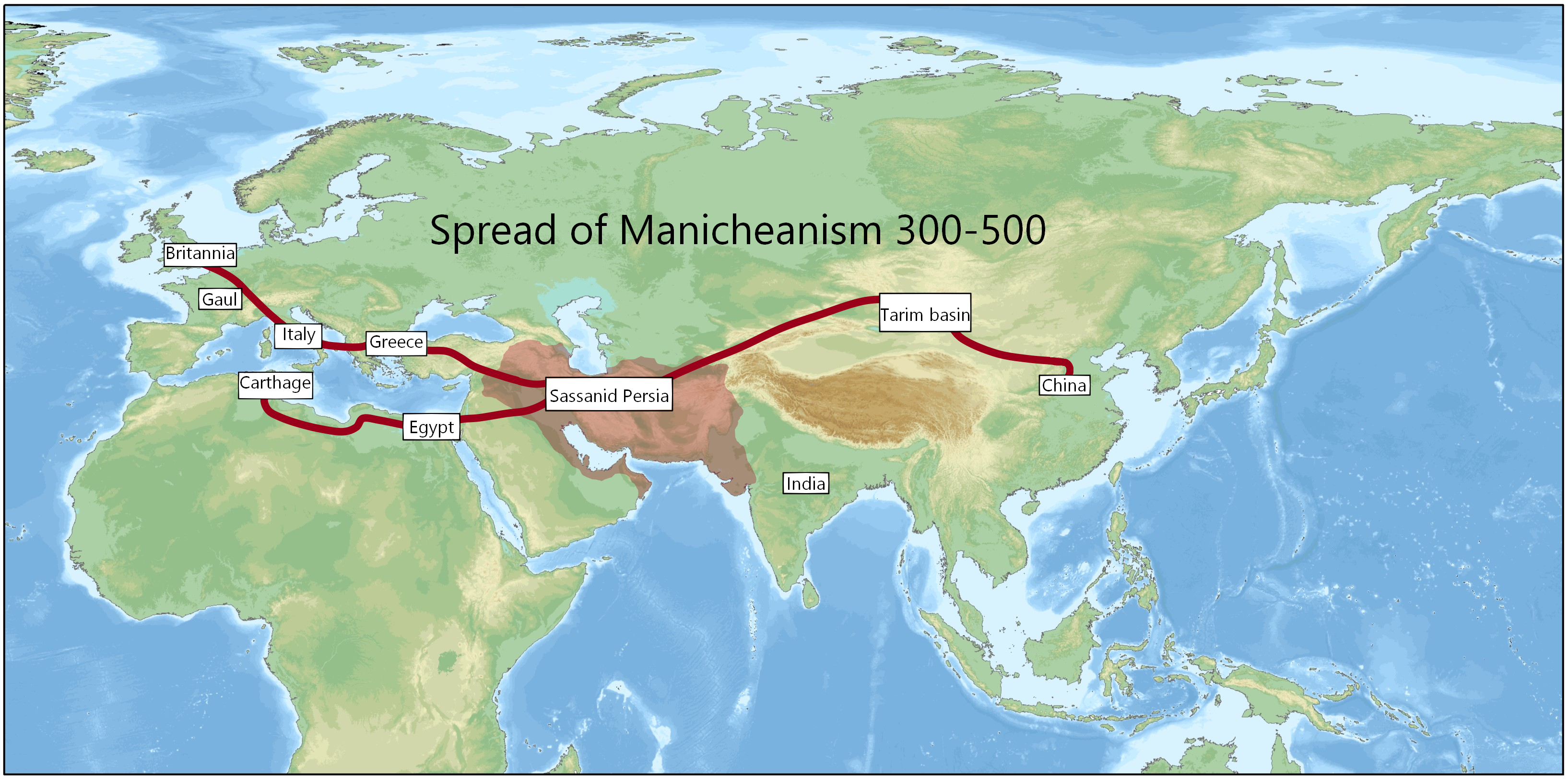
Rozšíření manicheismu ve světě

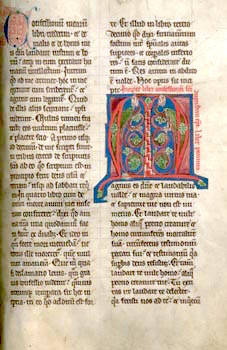
Středověký opis Augustinova Vyznání, ve kterém kritizuje manicheismus, Augustin v mládí náležel k sektě manichejců devět let, poté tuto víru zavrhl.

Mání zemřel mučednickou smrtí mezi lety 274 a 277 na popud zoroastrovských kněží na rozkaz perského velkokrále Bahráma I., který na rozdíl od svého předchůdce nehodlal dále držet ochrannou ruku nad neoblíbeným Prorokem. Po jeho smrti se manicheismus stal populárním zejména v jazykových oblastech aramejštiny. V Persii se stal pronásledovaným náboženstvím a ani za jejími hranicemi to neměl jednoduché: byl pronásledován v římské říši, potírali jej i buddhisté v Asii, stejně jako taoisté nebo konfuciáni v Číně.

### V Číně a Ujgurské říši

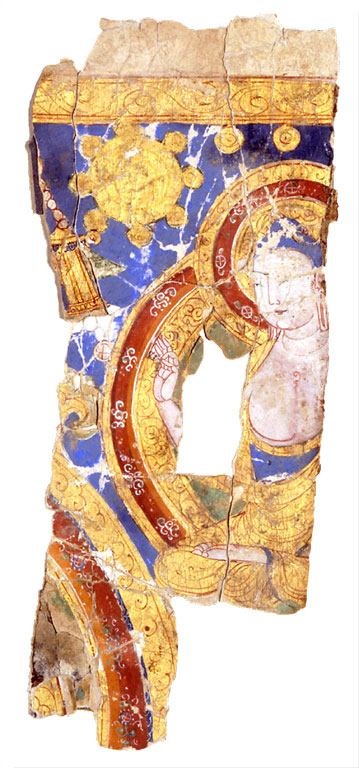
Buddha na manichejském obraze, 10. století

Až v roce 762 se k manicheismu přiklonil kagan Ujgurské říše a až do jejího zániku v polovině 9. století plnil funkci státního náboženství. V mezinárodní politice se kagan pasoval do role ochránce manicheismu, díky čemuž mohli manicheisté působit v Číně jako kaganovi diplomatičtí prostředníci a vyslanci, a manicheismus v Číně (nazývaný učením Mo-Mo-Niho neboli Mar Máního, tj. „Pána Máního“) byl postaven na roveň buddhismu a taoismu. Čínští manicheisté se sžili s kulturním prostředím Číny a bylo jim povoleno budovat si chrámy. Mar Mání byl v nich uctíván v podobě světlého buddhy v bílých šatech, tj. „buddhy světla“. Navzdory těmto výsadám a vnějším proměnám byl manicheismus stále vnímán jako cizí náboženství. Po pádu Ujgurské říše upadli manicheisté v Číně opět v nemilost a nezbývalo jim než odejít do ilegality. Později se zapojovali do odbojných hnutí, lidových povstání a buddhistických sekt, jako byly Bílý lotos a sekta Bílého mraku. Komunity manichejců přežívaly v Číně až do 17. století. Dodnes je manicheismus formálně zakázaným náboženstvím ve Vietnamu.[zdroj?]

## Organizace

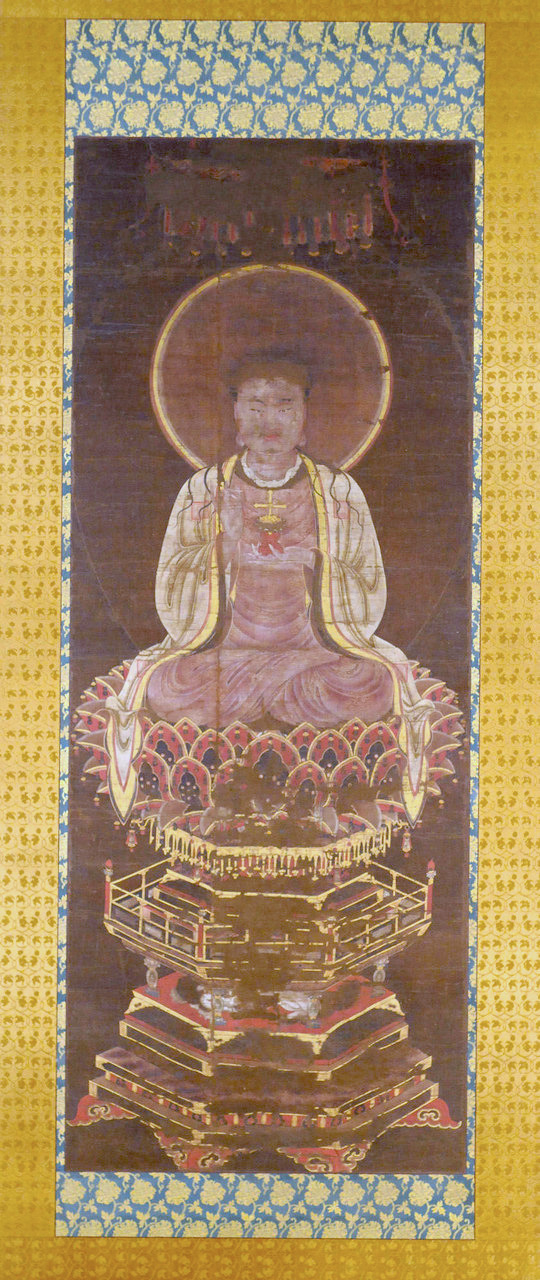
Ježíš Kristus v podobě buddhy jako manichejský prorok (identifikován podle kříže na prsou), 13. století

Manicheismus dělil své vyznavače do dvou tříd: na
- vyvolené neboli dokonalé (vzdělané) a
- naslouchající (laiky).

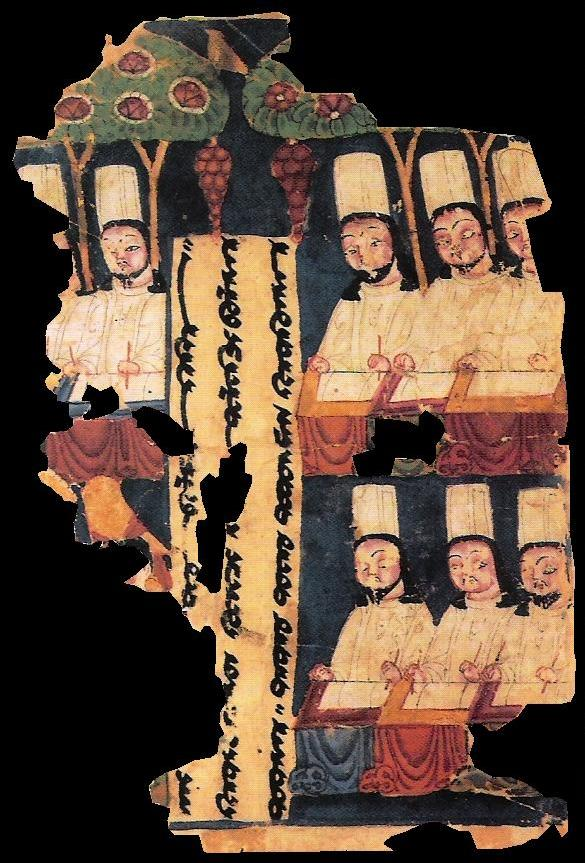
Kněží manicheismu na fragmentu z rukopisu nalezeném v čínské Tarimské pánvi

Vyvolení žili odděleně v klášterech přísným asketickým životem, věnovali se především studiu a modlitbám, ale pěstovali také umění. Naslouchající byli druhou třídou. Ti nemuseli žít asketicky, dodržovali pouze deset Máního přikázání. Protože vyvolení nesměli pracovat, byli to naslouchající, kteří je živili, a nemožnost proniknout hlouběji do učení si vynahrazovali almužnami. Augustin z Hippa v mládí náležel k této druhé třídě sekty manichejců devět let a poté se stal kritikem celého systému.
Manichejství mělo od počátku pevně organizovanou církev, v jejímž čele stál archégos, Máního nástupce. Z manichejských hodnostářů to dále bylo dvanáct mistrů, sedmdesát dva biskupů a tři sta šedesát kněží. Tito hodnostáři pocházeli právě z řad vyvolených.

## Dochované manichejské umění

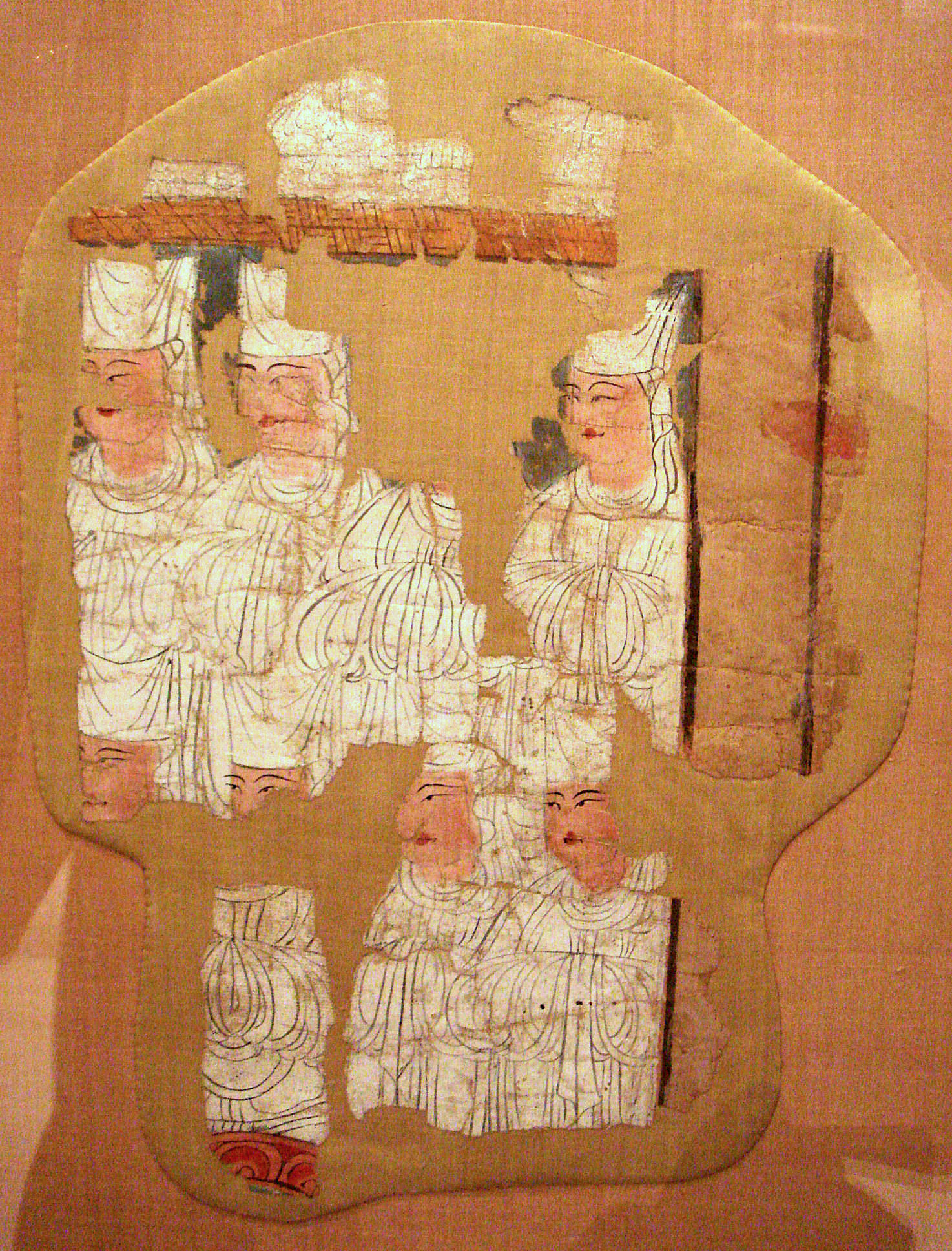
Manichejský sněm, 10. stol. n. l., čínská Tarimská pánev
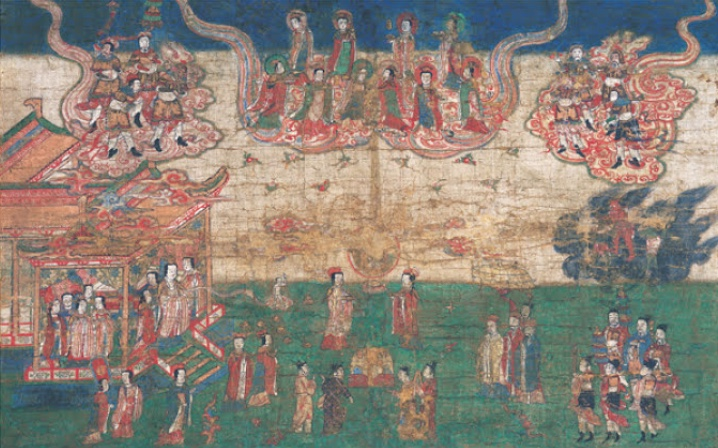
Máního narození, jüanská Čína
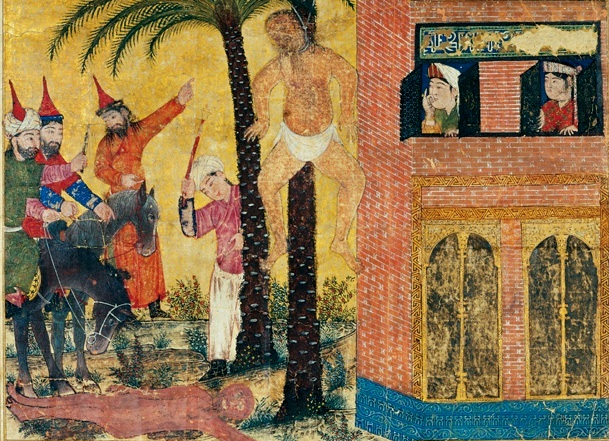
Máního mučednická smrt, ilustrace 14. stol.
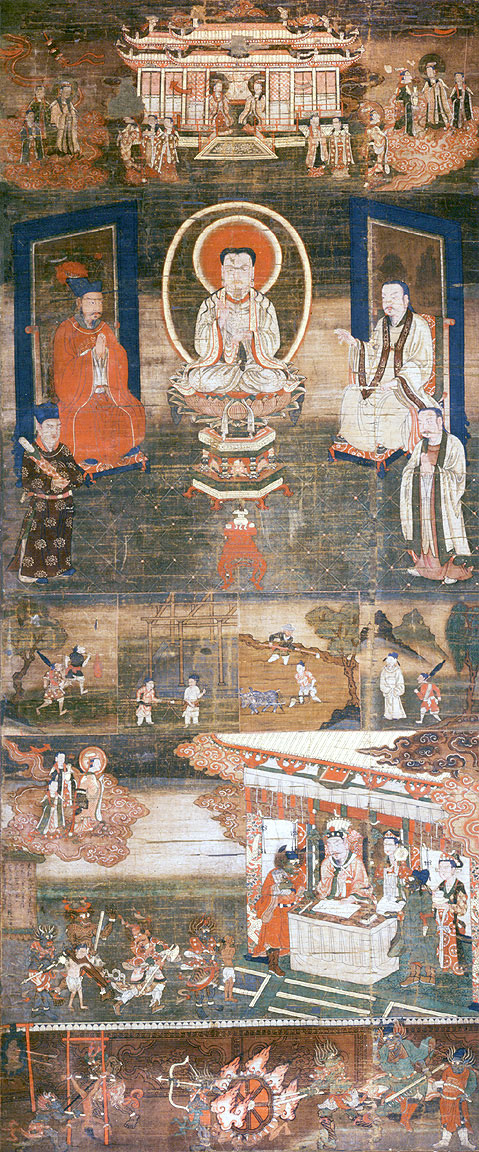
Mání při rozmluvě o nauce spásy, 13. století, Čína
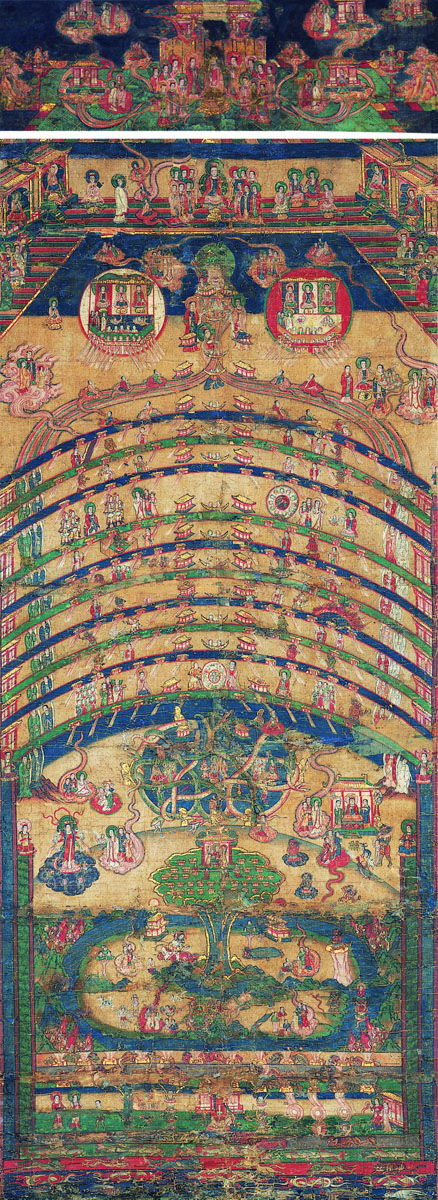
Manichejská kosmologie, jüanská Čína
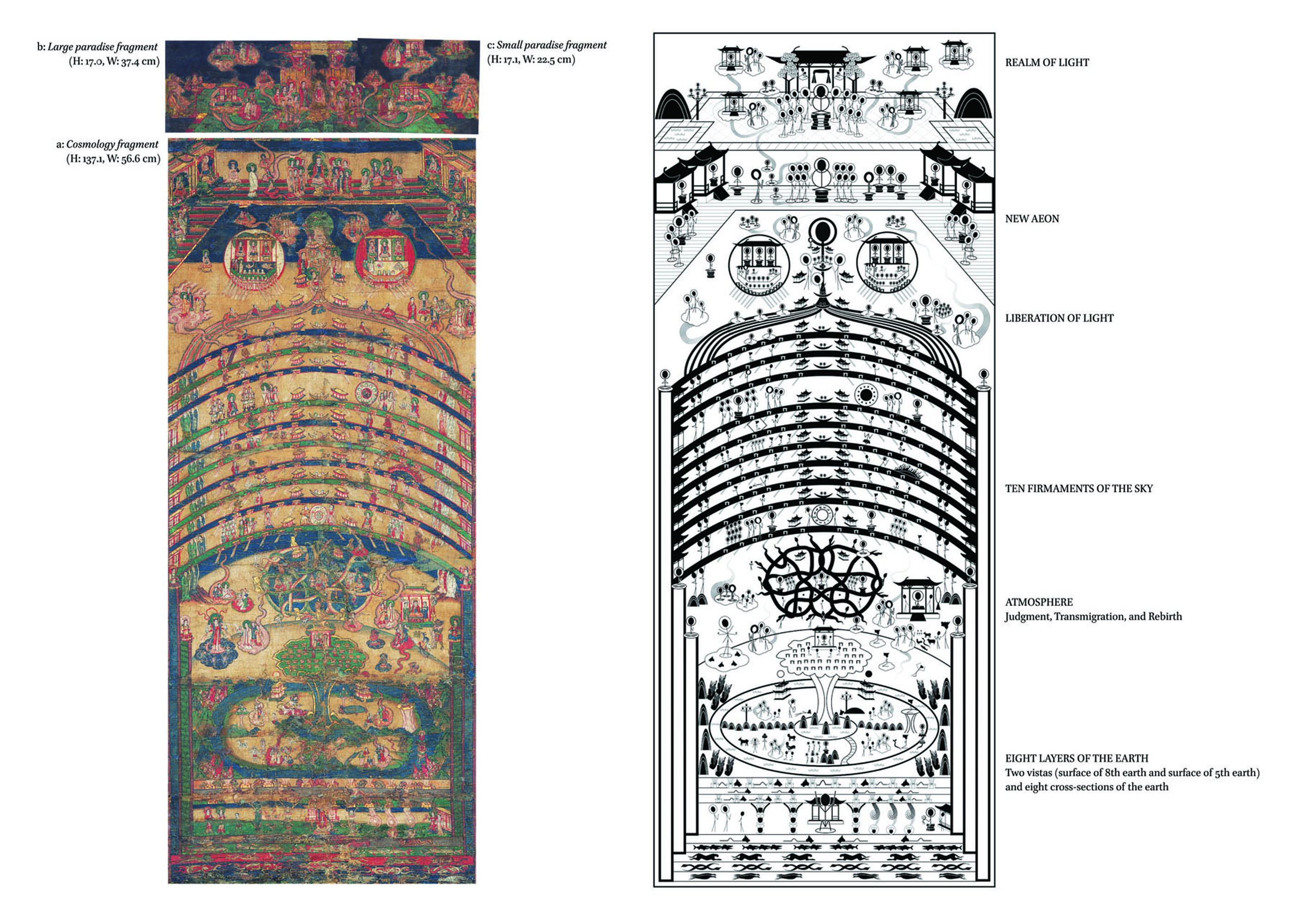
Manichejská kosmologie
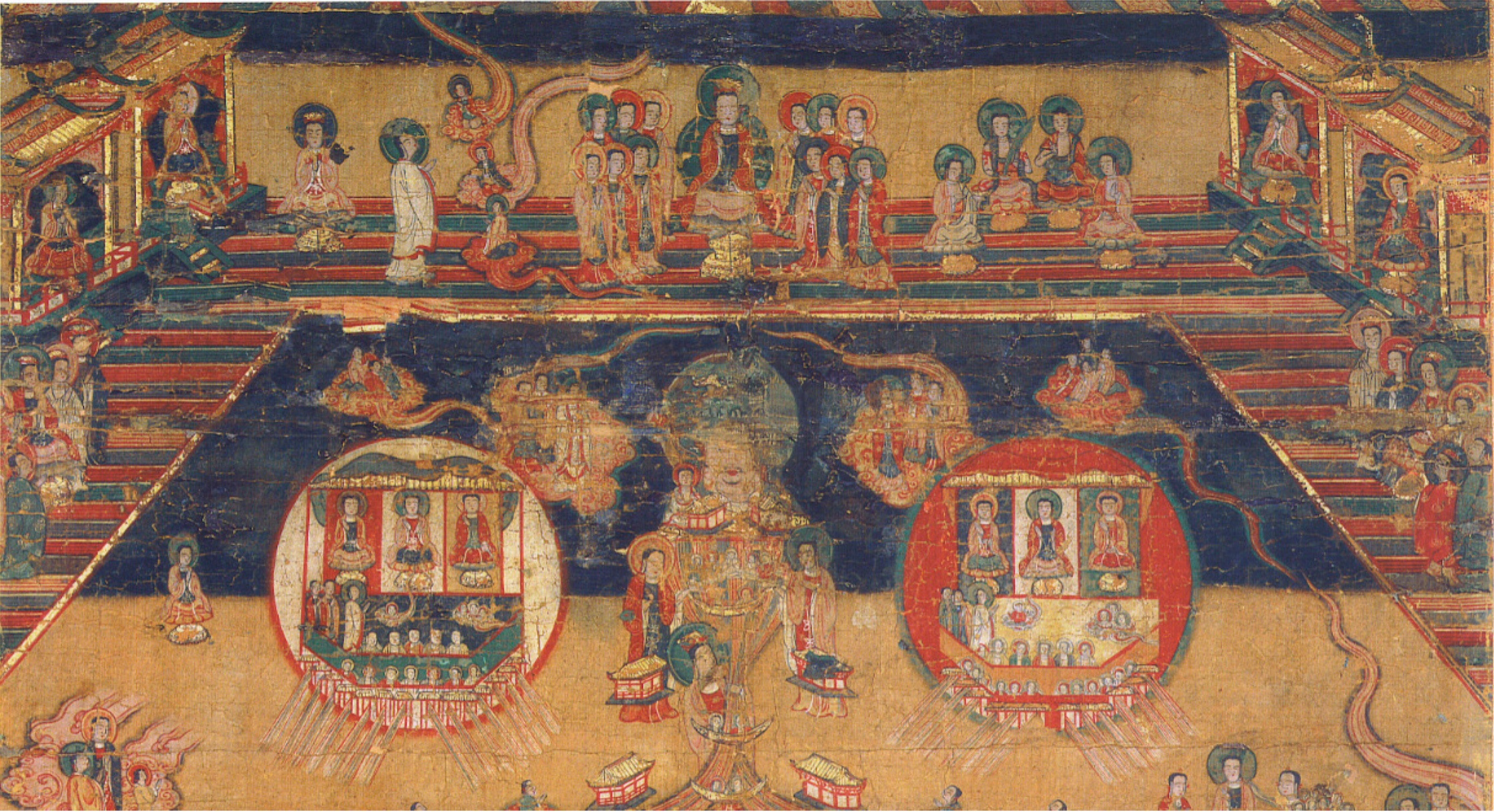
Nebesa, detail z manichejské kosmologie
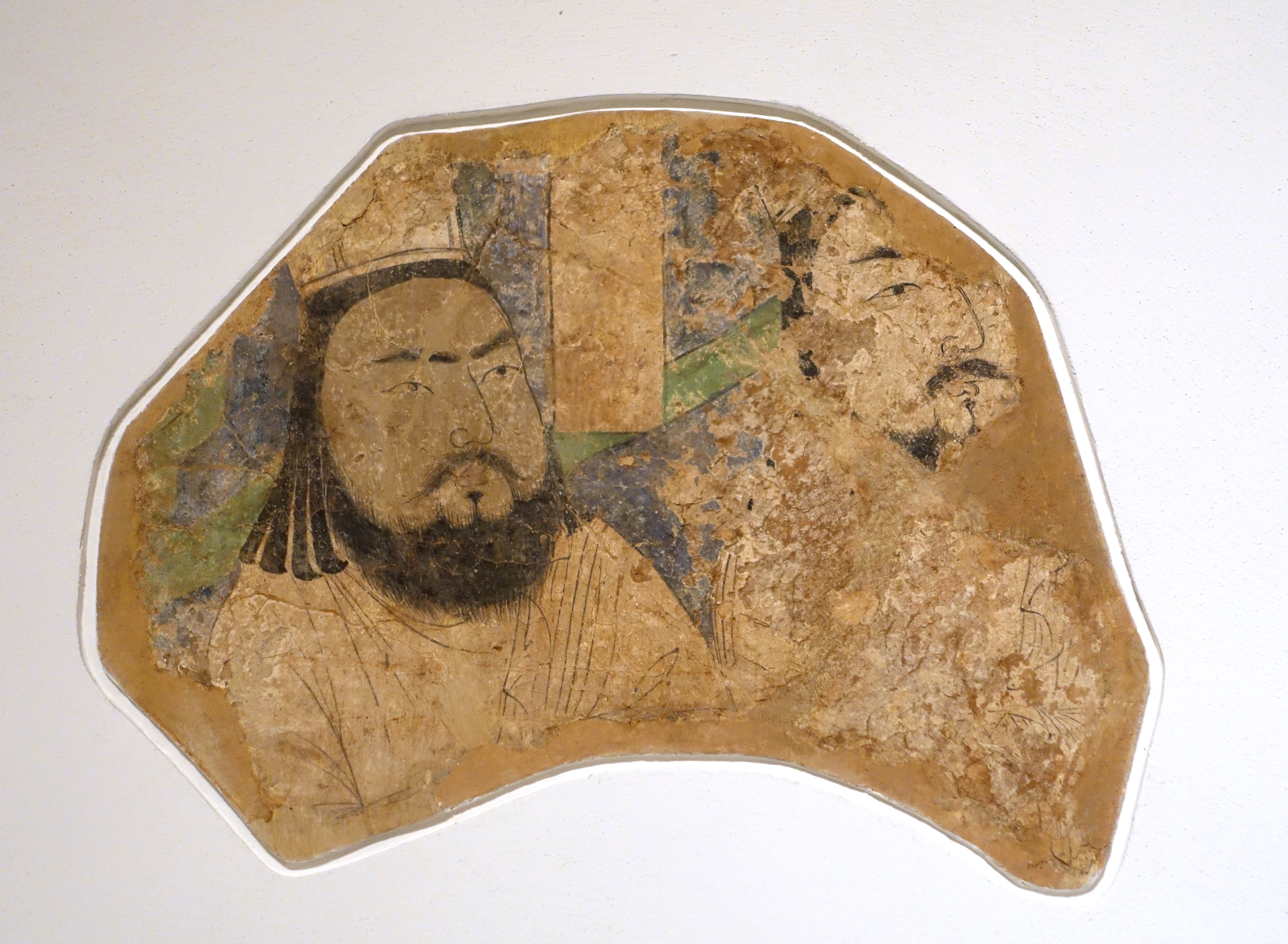
manichejský klerik z Ujgurské říše
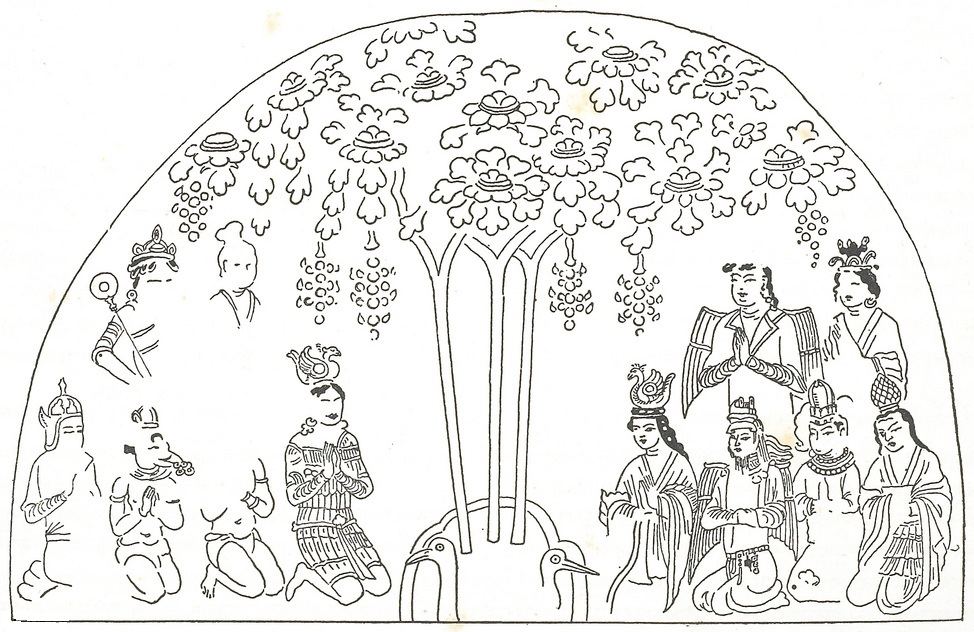
Manichejci v království světla uctívající strom života, kresba dle obrazu z jeskyně
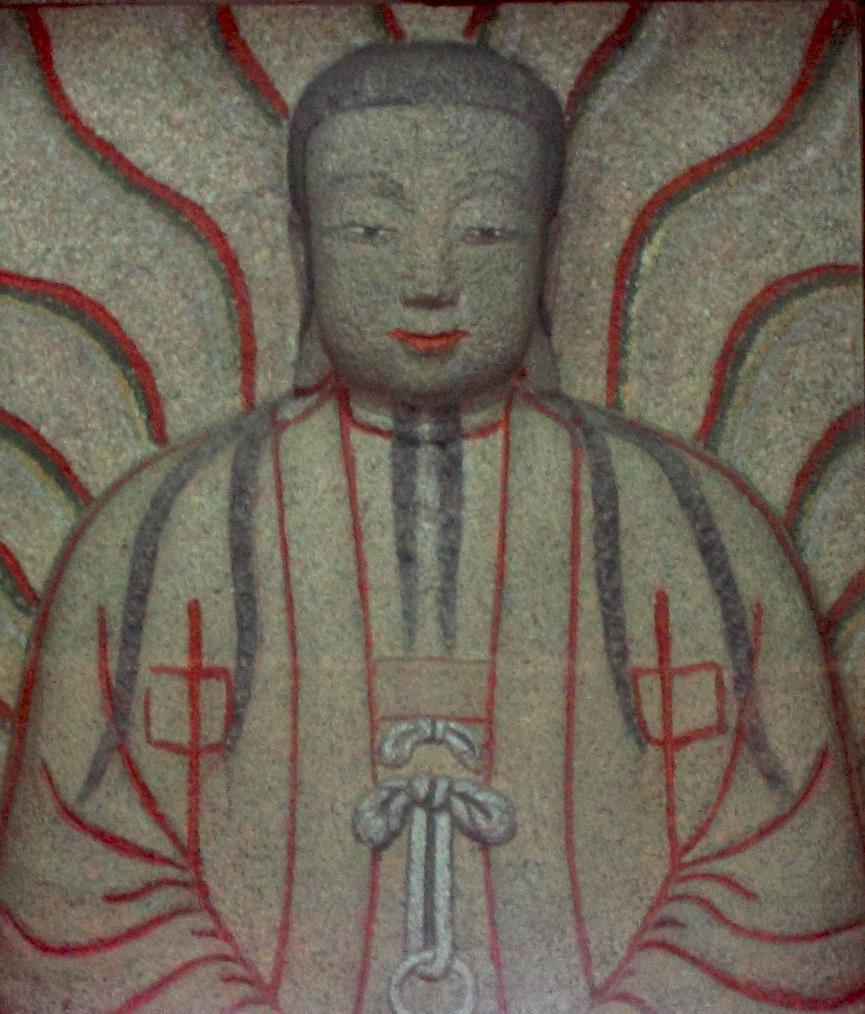
Mání jako „buddha světla“ v čínském chrámu Cao'an
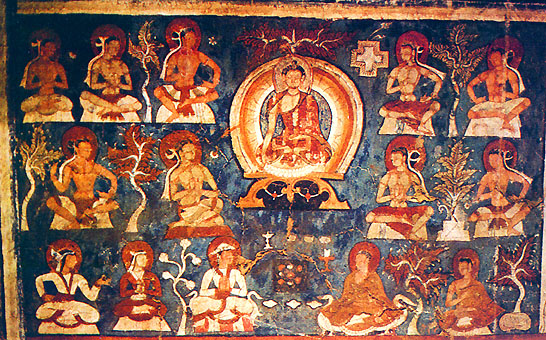
Akšóbhja v čisté zemi Abhirati s manichejským křížem světla
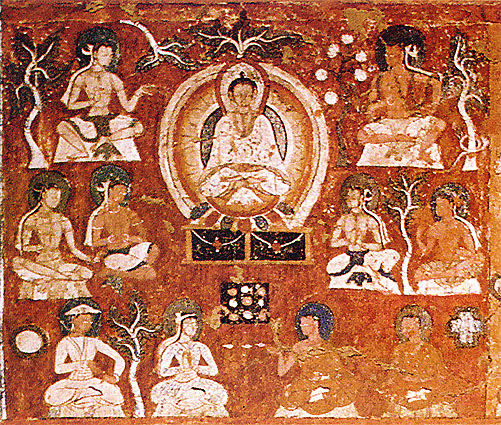
Amitábha v zemi Sukhávatí spolu s Indy, Tibeťany a lidmi střední Asie a manichejskými symboly slunce a kříže.